# Schweizer Alpine Skimeisterschaften 2015
Die Schweizer Alpinen Skimeisterschaften 2015 fanden vom 23. bis 29. März in St. Moritz im Kanton Graubünden statt.
Wegen schlechten Wetters konnten beide Super-G-Rennen nicht wie vorgesehen ausgetragen werden. Sie wurden am 9. April 2015 in Veysonnaz und Davos nachgeholt.

## Herren

### Abfahrt
| Platz | Name            | Zeit        |
| ----- | --------------- | ----------- |
| 01    | Mauro Caviezel  | 1:32,46 min |
| 02    | Beat Feuz       | 1:32,81 min |
| 03    | Patrick Küng    | 1:32,87 min |
| 04    | Thomas Tumler   | 1:33,18 min |
| 05    | Nils Mani       | 1:33,35 min |
| 06    | Fernando Schmed | 1:33,36 min |
| 07    | Ralph Weber     | 1:33,62 min |
| 08    | Ami Oreiller    | 1:33,65 min |
| 09    | Loïc Meillard   | 1:33,87 min |
| 10    | Amaury Genoud   | 1:34,16 min |

Datum: 25. März 2015

Ort: St. Moritz

### Super-G
| Platz | Name                | Zeit        |
| ----- | ------------------- | ----------- |
| 01    | Fernando Schmed     | 1:20,34 min |
| 02    | Ralph Weber         | 1:20,88 min |
| 03    | Gilles Roulin       | 1:20,90 min |
| 04    | Nils Mani           | 1:21,05 min |
| 05    | Stefan Rogentin     | 1:21,19 min |
| 06    | Gian Luca Barandun  | 1:21,30 min |
| 07    | Marc Gehrig         | 1:21,48 min |
|       | Ami Oreiller        | 1:21,48 min |
| 09    | Marc Oliveras (AND) | 1:12,77 min |
| 10    | Pierre Bugnard      | 1:12,78 min |

Datum: 9. April 2015

Ort: Veysonnaz

### Riesenslalom
| Platz | Name                       | Zeit        |
| ----- | -------------------------- | ----------- |
| 01    | Thomas Tumler              | 2:12,01 min |
| 02    | Justin Murisier            | 2:13,49 min |
| 03    | Manuel Pleisch             | 2:13,60 min |
| 04    | Loïc Meillard              | 2:14,02 min |
| 05    | Pietro Franceschetti (ITA) | 2:14,36 min |
| 06    | Martin Stricker            | 2:14,45 min |
| 07    | Reto Schmidiger            | 2:14,49 min |
| 08    | Mauro Caviezel             | 2:14,71 min |
| 09    | Cédric Noger               | 2:14,90 min |
| 10    | Ramon Zenhäusern           | 2:15,06 min |

Datum: 28. März 2015

Ort: St. Moritz

### Slalom
| Platz | Name             | Zeit        |
| ----- | ---------------- | ----------- |
| 01    | Luca Aerni       | 1:42,68 min |
| 02    | Marc Gini        | 1:42,85 min |
| 03    | Gino Caviezel    | 1:43,14 min |
| 04    | Ramon Zenhäusern | 1:43,15 min |
| 05    | Daniel Yule      | 1:43,18 min |
| 06    | Reto Schmidiger  | 1:43,30 min |
| 07    | Justin Murisier  | 1:43,39 min |
| 08    | Anthony Bonvin   | 1:43,80 min |
| 09    | Marc Rochat      | 1:43,98 min |
| 10    | Loïc Meillard    | 1:44,17 min |

Datum: 29. März 2015

Ort: St. Moritz

### Kombination
| Platz | Name            | Zeit        |
| ----- | --------------- | ----------- |
| 01    | Loïc Meillard   | 2:20,48 min |
| 02    | Mauro Caviezel  | 2:20,54 min |
| 03    | Gino Caviezel   | 2:20,80 min |
| 04    | Sandro Simonet  | 2:21,28 min |
| 05    | Justin Murisier | 2:22,11 min |
| 06    | Daniel Yule     | 2:22,39 min |
| 07    | Luca Aerni      | 2:22,42 min |
| 08    | Fernando Schmed | 2:22,79 min |
| 09    | Bruno Steiner   | 2:23,08 min |
| 10    | Ami Oreiller    | 2:23,24 min |

Datum: 26. März 2015

Ort: St. Moritz

## Damen

### Abfahrt
| Platz | Name               | Zeit        |
| ----- | ------------------ | ----------- |
| 01    | Dominique Gisin    | 1:36,75 min |
| 02    | Denise Feierabend  | 1:38,70 min |
| 03    | Wendy Holdener     | 1:39,05 min |
| 04    | Michelle Gisin     | 1:40,28 min |
| 05    | Sinja Hobi         | 1:40,90 min |
| 06    | Jasmina Suter      | 1:41,38 min |
| 07    | Nathalie Gröbli    | 1:41,41 min |
| 08    | Nadja Jnglin-Kamer | 1:41,73 min |
| 09    | Lara Zürcher       | 1:42,11 min |
| 10    | Juliana Suter      | 1:42,15 min |

Datum: 25. März 2015

Ort: St. Moritz

### Super-G
| Platz | Name                    | Zeit        |
| ----- | ----------------------- | ----------- |
| 01    | Jasmina Suter           | 1:07,15 min |
| 02    | Nathalie Gröbli         | 1:07,59 min |
| 03    | Michelle Gisin          | 1:07,60 min |
| 04    | Denise Feierabend       | 1:07,61 min |
| 05    | Nadia Delago (ITA)      | 1:07,69 min |
| 06    | Stephanie Brunner (AUT) | 1:08,00 min |
|       | Rahel Kopp              | 1:08,00 min |
| 08    | Nicol Delago (ITA)      | 1:08,07 min |
| 09    | Mélanie Meillard        | 1:08,15 min |
| 10    | Simone Wild             | 1:08,26 min |

Datum: 9. April 2015

Ort: Davos

### Riesenslalom
| Platz | Name                       | Zeit        |
| ----- | -------------------------- | ----------- |
| 01    | Dominique Gisin            | 2:16,77 min |
| 02    | Wendy Holdener             | 2:17,18 min |
| 03    | Simone Wild                | 2:17,31 min |
| 04    | Carmen Thalmann (AUT)      | 2:18,44 min |
| 05    | Jasmina Suter              | 2:18,63 min |
| 06    | Michelle Gisin             | 2:18,89 min |
| 07    | Aline Danioth              | 2:19,23 min |
| 08    | Mélanie Meillard           | 2:19,38 min |
| 09    | Marie-Therese Sporer (AUT) | 2:19,89 min |
| 10    | Vanessa Kasper             | 2:20,06 min |

Datum: 29. März 2015

Ort: St. Moritz

### Slalom
| Platz | Name                    | Zeit        |
| ----- | ----------------------- | ----------- |
| 01    | Denise Feierabend       | 1:37,68 min |
| 02    | Wendy Holdener          | 1:38,02 min |
| 03    | Michelle Gisin          | 1:39,35 min |
| 04    | Jessica Hilzinger (LIE) | 1:39,46 min |
| 05    | Rahel Kopp              | 1:40,45 min |
| 06    | Mélanie Meillard        | 1:40,79 min |
| 07    | Aline Danioth           | 1:41,10 min |
| 08    | Karen Persyn (BEL)      | 1:41,43 min |
| 09    | Jasmina Suter           | 1:41,53 min |
| 10    | Lara Zürcher            | 1:41,70 min |

Datum: 28. März 2015

Ort: St. Moritz

### Kombination
| Platz | Name                | Zeit        |
| ----- | ------------------- | ----------- |
| 01    | Denise Feierabend   | 2:25,71 min |
| 02    | Wendy Holdener      | 2:25,84 min |
| 03    | Dominique Gisin     | 2:26,45 min |
| 04    | Michelle Gisin      | 2:27,85 min |
| 05    | Jasmina Suter       | 2:28,95 min |
| 06    | Ester Ledecká (CZE) | 2:30,69 min |
| 07    | Lara Zürcher        | 2:30,77 min |
| 08    | Deborah Gerber      | 2:31,84 min |
| 09    | Medea Grand         | 2:32,50 min |
| 10    | Charlène Genolet    | 2:33,03 min |

Datum: 26. März 2015

Ort: St. Moritz